# Ozola macariata
Ozola macariata är en fjärilsart som beskrevs av Walker 1863. Ozola macariata ingår i släktet Ozola och familjen mätare. Inga underarter finns listade i Catalogue of Life.